# Acoma Indijanci
Acoma, pleme američkih Indijanaca porodice Keresan, naseljeno u Novom Meksiku, danas na području rezervata Acoma Pueblo. Veći dio plemena danas živi na pueblima Acomita ili Tichuna i McCartys ili Santa María, a u Acomu, gdje živi tek manji dio njih, vračaju se zbog svojih ceremonija i svečanosti, od kojih su najvažniji zimski solsticij, veliki ljetni ples za kišu i žetveni ples. Njihova izvorna populacija iznosila je oko 6.000 (1582), a danas oko 3.000, od čega svega 50 u  'Nebeskom gradu'   Acomi, a ostali u pueblo-selima Acomita (Vidi North Acomita Village, South Acomita Village), McCartysu, Anzacu i Skyline-Ganipi. 

## Ime
Ime Acoma krnji je oblik njihovog vlastitog opisnog plemenskog imena Akomé, čije je značenje  'people of the white rock' , a nastao je po njihovom mjestu boravka,  'Nebeskom gradu' , pueblu ukopanom u stijeni pješčenjaka mese visokoj 357 stopa (108 metara), gdje oni žive najmanje 1000 godina.

## Povijest
Nebeski grad, Acoma, nije nastao kasnije od 1250. godine, a nastanjivan je neprekidno od svog nastanka do danas. Grad su Indijanci zvali A'ko. Marcos de Niza, španjolski franjevac i istraživač koji u Ameriku odlazi 1531. i putuje raznim krajevima Amerike, godine 1539. prolazi južnim predjelima današnjeg SAD-a pa tako i kroz zemlju Acoma. Već sljedeće godine, 1540., dolazi i Coronadova armija, zatim Antonio de Espejo 1583. i Juan de Oñate 1598., utemeljitelj provincije Santa Fé de Nuevo México ili Nuevo Méjico, odnosno današnji Novi Meksiko. Te 1599. španjolska armija pobila je preko polovice stanovnika Acome. Tada je Vicente de Zalvidar, osvećujući smrt svoga brata Juana i drugih Španjolaca, većinu mještana pretvorio u robove i svim muškarcima iznad 21 godine starosti dao odsjeći jednu nogu. 
Prva crkva izgrađena je 1629. a 19 godina prije nego što ju je 1699. zamijenila struktura od adobe, ćerpiča pravljenog od blata, odnosno 1680., Acome sudjeluju u Pueblo ustanku protiv Španjolaca, nakon čega 1699. ponovno dolaze pod njihovu kontrolu. Od 1,500 koliko ih je bilo u vrijeme ustanka, njihov broj je u prvom kvartalu 20. stoljeća sveden na oko 500.

## Etnografija
Acoma Indijanci potpuno su nezavisna socijalna, politička i ceremonijalna zajednica, tradicionalno vođena od caciquea (kasika; poglavice), koji je uvijek član klana antilope. Ratni poglavica drugi je po važnosti, odmah iza kasika. 
Cijela populacija Acoma podijeljena je na 14 matrilinearnih, egzogamnih totemski imenovanih klanova, a njegova osnovna ekonomska jedinica je domaćinstvo. Središta njihove religiozne organizacije su medicinska društva i kult kachina ili katsina u kojemu se incijacijama podvrgavaju djevojčice i dječaci. U pueblu postoji sedam ceremonijalnih soba-kiva (estufa), kod Acoma one su četvrtastog oblika, a u njih se može ući jedino preko drvenih ljestava, koje se zbog neželjenih posjetilaca mogu povući za sobom, i tako spriječiti ulaz.

## Jezik
Akome govore zapadnokereskim jezikom.

## Datoteke
- 1, lokacija Navajo Nacije
- 2, lokacija Navajo Nacije
- 3, lokacija Navajo Nacije
- 4, lokacija Navajo Nacije

## Vanjske poveznice
- Acoma